# Luen Wo Hui

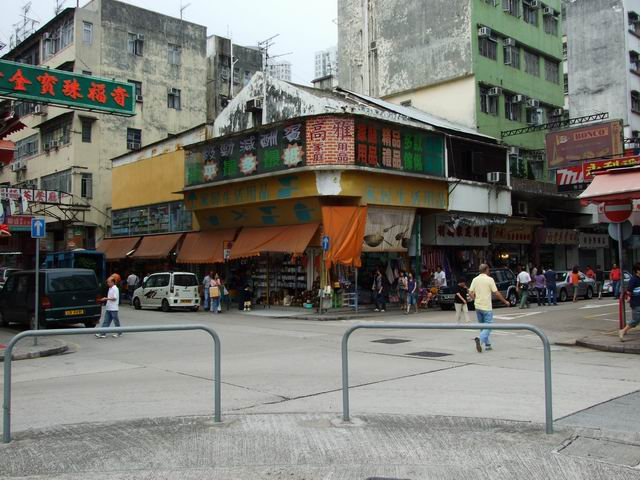
Luen Wo Hui en 2006.

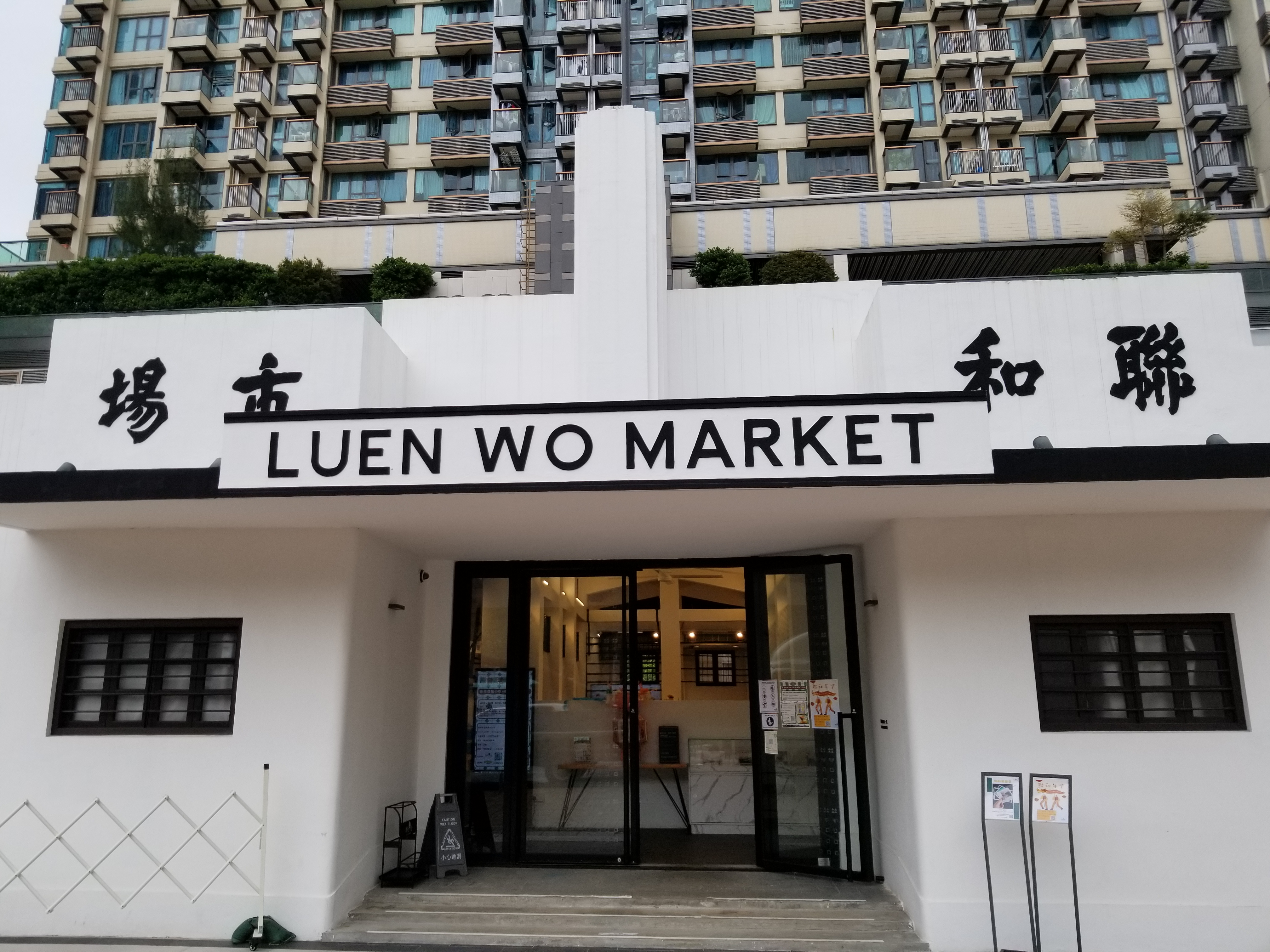
Bâtiment du marché de Luen Wo en novembre 2024

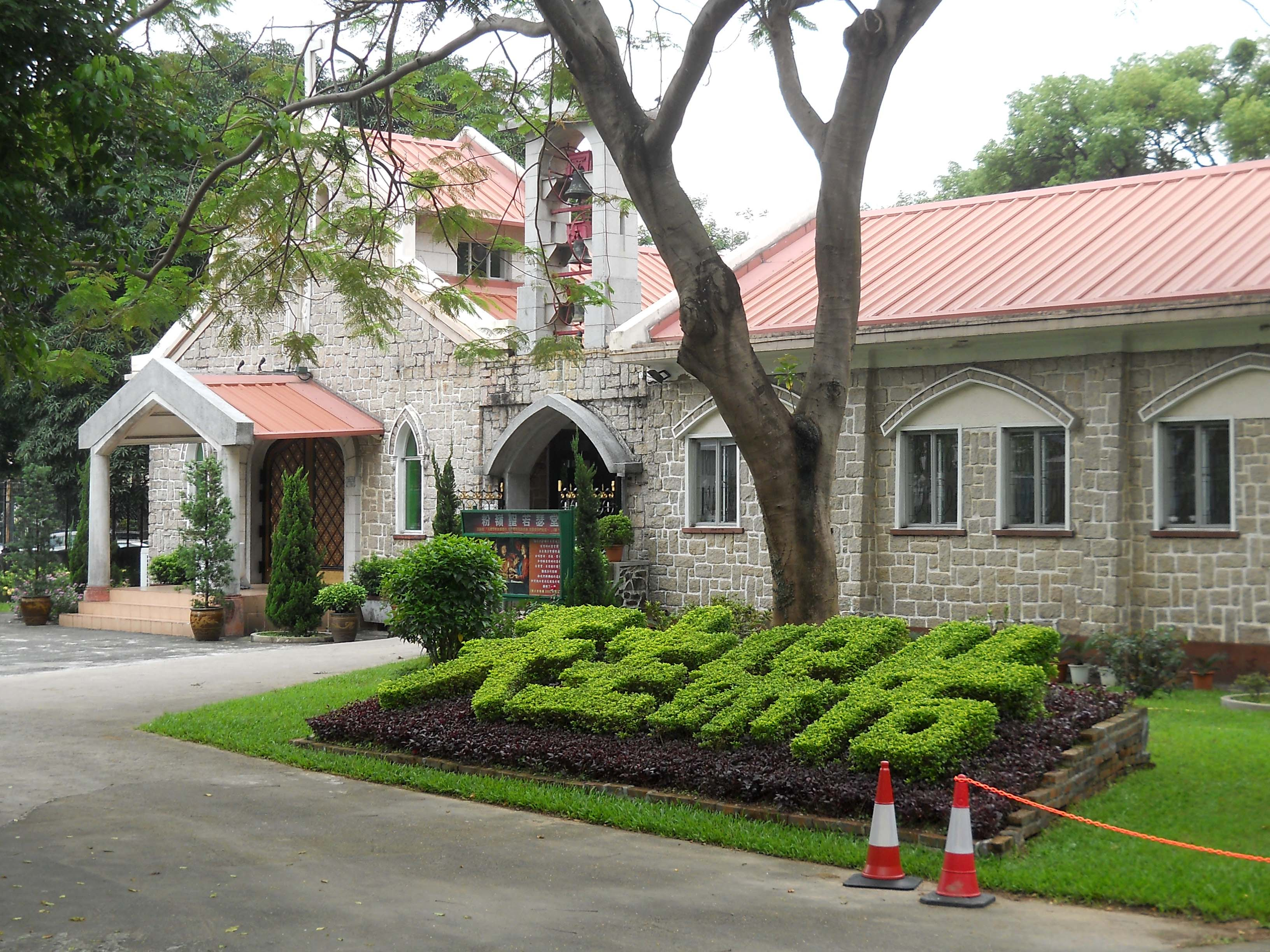
Église Saint-Joseph de Luen Wo Hui en mai 2012.

Luen Wo Hui (聯和墟) ou marché de Luen Wo est une ville de marché situé à l'est de Fanling dans les Nouveaux Territoires de Hong Kong, plus précisément au nord-est de la gare de Fanling (en).

## Histoire
Luen Wo Hui est à l'origine un marché fondé par les villages des environs qui est plus tard devenu une ville. L'ancien marché a maintenant cessé de fonctionner et il n'en reste que quelques structures. Un nouveau marché couvert a été officiellement ouvert en 2002.
De nouveaux lotissements privés ont été construits au cours des 10 dernières années au nord du marché. De l'autre côté de Sha Tau Kok Road (en) se trouvent des bâtiments industriels.

## Bâtiment du marché
Le bâtiment du marché de Luen Wo est classé bâtiment historique de rang III.